# Rajella caudaspinosa
Rajella caudaspinosa é uma espécie de peixe da família Rajidae.
Pode ser encontrada nos seguintes países: Namíbia e África do Sul.
Os seus habitats naturais são: mar aberto.